# Labroye
Ne doit pas être confondu avec Larbroye.
Labroye est une commune française située dans le département du Pas-de-Calais en région Hauts-de-France. Ses habitants sont appelés les Arboredois.
La commune fait partie de la communauté de communes des 7 Vallées qui regroupe 66 communes et compte 29 425 habitants en 2022.

## Géographie

### Localisation

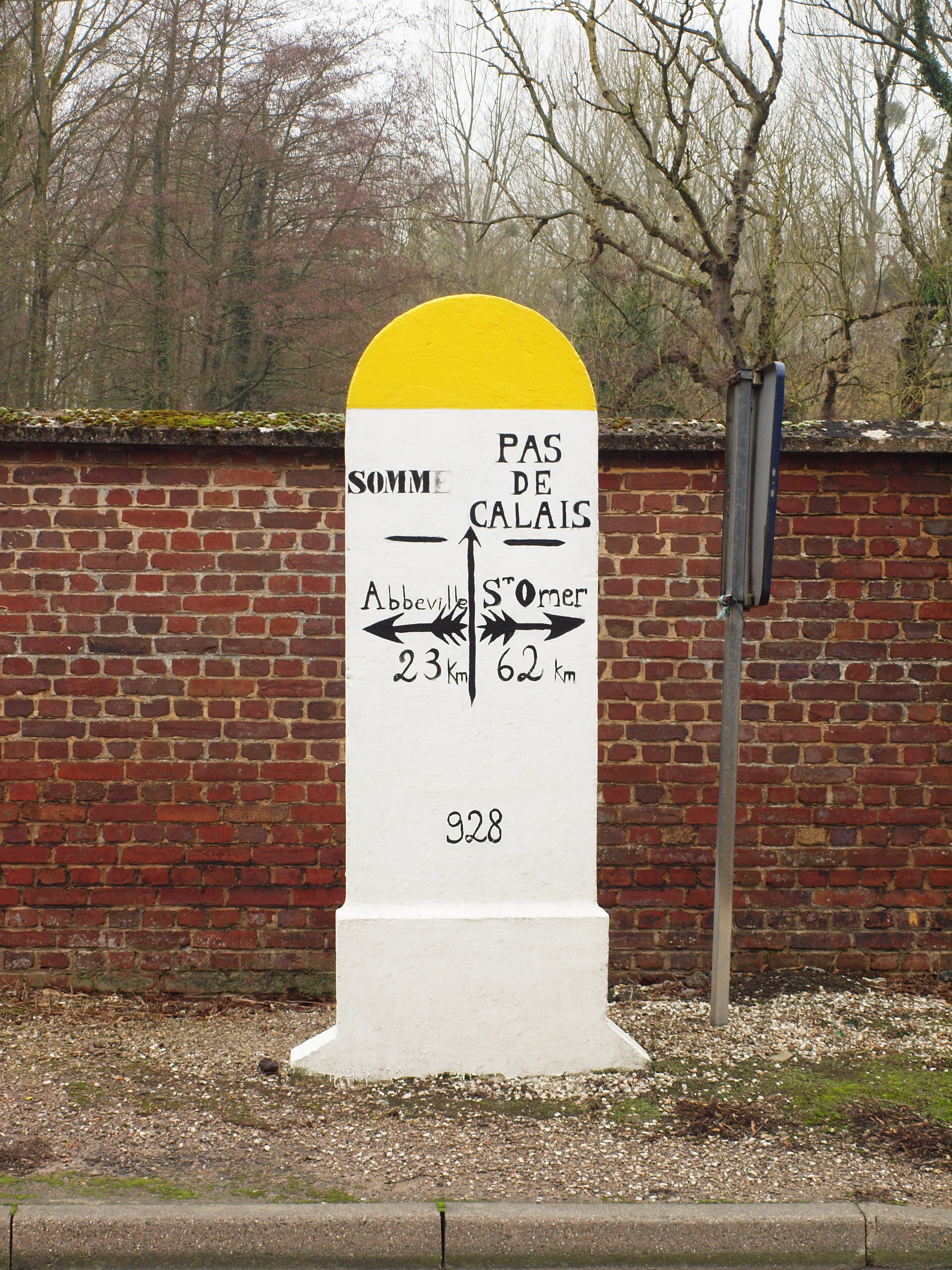
Limite départementale dans la commune.

Labroye est un village du sud-ouest du Pas-de-Calais, limitrophe du département de la Somme avec l'Authie qui sépare les deux départements. Il est situé dans un environnement de coteaux donnant sur un plateau cultivé et boisé, à vol d'oiseau, à 10 km au nord-ouest de la commune d'Auxi-le-Château, à 11 km au sud de la commune d'Hesdin-la-Forêt et à 26 km au sud-est de la commune de Montreuil-sur-Mer (chef-lieu d'arrondissement). Le village retient l'attention par ses maisons picardes traditionnelles aux soubassements de silex enduits de goudron et surmontés de murs blanchis à la chaux. Le village est traversé par deux routes départementales : l'une nord-sud reliant Hesdin à Abbeville, l'autre est-ouest d'Auxi-le-Château vers Berck et les plages de la Côte d'Opale.
Le territoire de la commune est limitrophe de ceux de cinq communes, dont une, Le Boisle, dans le département de la Somme.
Les communes limitrophes sont  Caumont, Le Boisle, Raye-sur-Authie, Regnauville et Tollent.

### Géologie et relief
La superficie de la commune est de 8,15 km2 ; son altitude varie de 12  à   117 m.

### Hydrographie

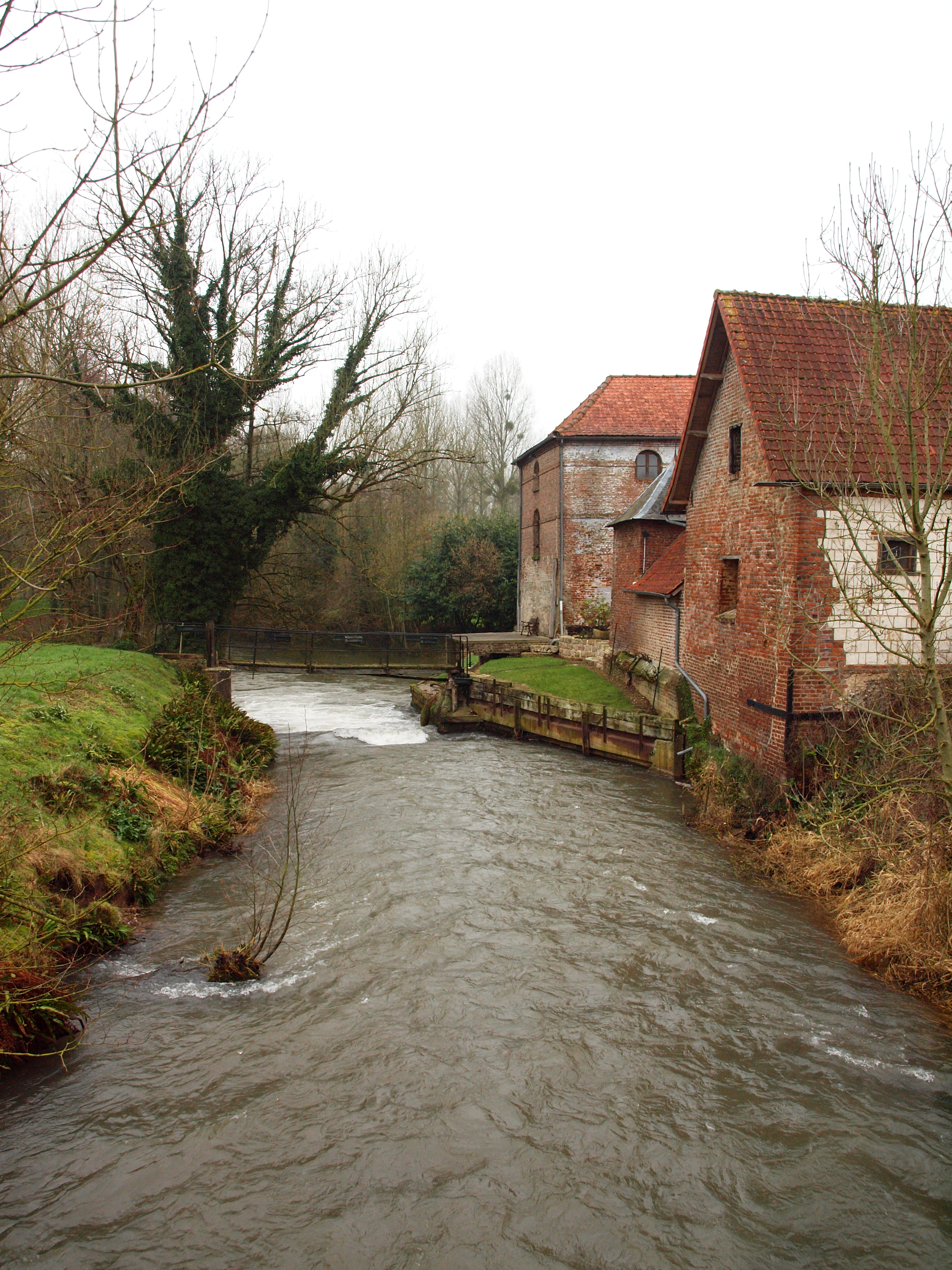
L'Authie.

Le territoire de la commune est situé dans le bassin Artois-Picardie.
La commune est traversée par l'Authie, cours d'eau naturel de 108,18 km, qui prend sa source dans la commune de Coigneux, située dans le département de la Somme, et qui se jette dans la Manche entre les communes de Berck et de Fort-Mahon-Plage.

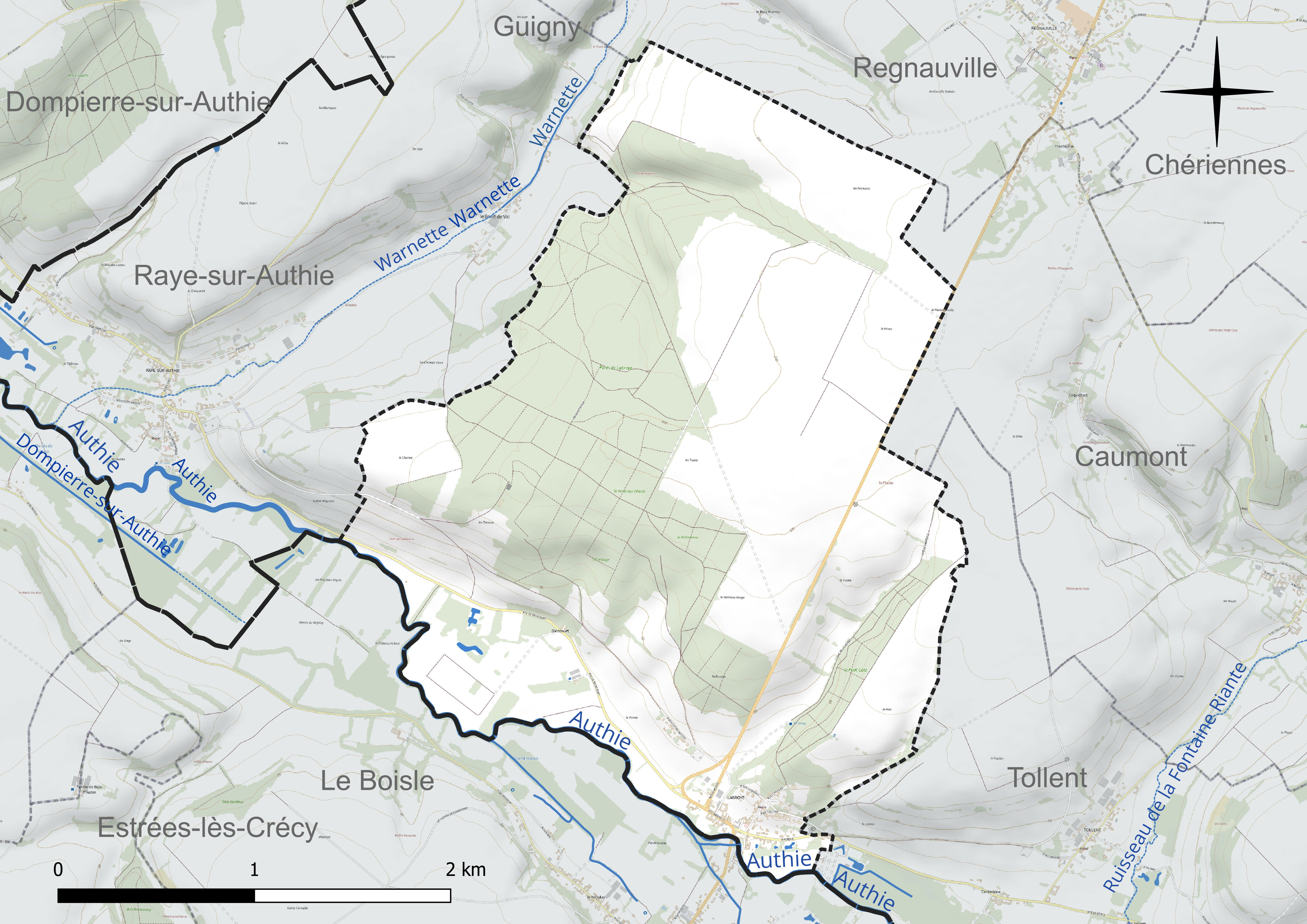
Réseau hydrographique de Labroye.

### Climat
Pour des articles plus généraux, voir Climat des Hauts-de-France et Climat du Pas-de-Calais.
En 2010, le climat de la commune est de type climat océanique altéré, selon une étude du CNRS s'appuyant sur une série de données couvrant la période 1971-2000. En 2020, Météo-France publie une typologie des climats de la France métropolitaine dans laquelle la commune est exposée à un climat océanique et est dans la région climatique Côtes de la Manche orientale, caractérisée par un faible ensoleillement (1 550 h/an) ; forte humidité de l’air (plus de 20 h/jour avec humidité relative > 80 % en hiver), vents forts fréquents.
Pour la période 1971-2000, la température annuelle moyenne est de 10,2 °C, avec une amplitude thermique annuelle de 13,2 °C. Le cumul annuel moyen de précipitations est de 872 mm, avec 12,9 jours de précipitations en janvier et 8,4 jours en juillet. Pour la période 1991-2020, la température moyenne annuelle observée sur la station météorologique la plus proche, située sur la commune de Humières à 20 km à vol d'oiseau, est de 10,9 °C et le cumul annuel moyen de précipitations est de 856,9 mm,. Pour l'avenir, les paramètres climatiques de la commune estimés pour 2050 selon différents scénarios d'émission de gaz à effet de serre sont consultables sur un site dédié publié par Météo-France en novembre 2022.

### Paysages
Pour un article plus général, voir Paysage en France.

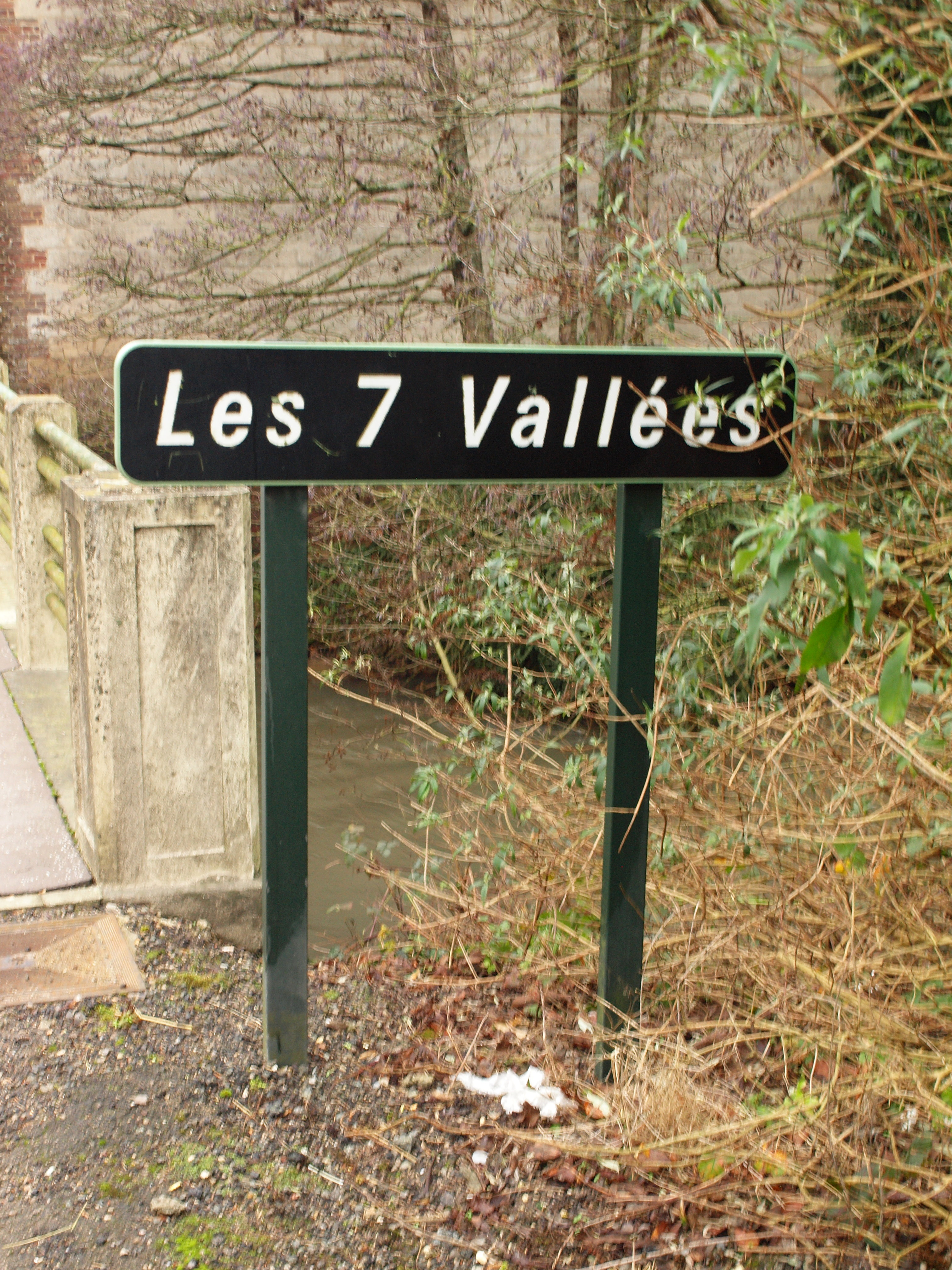

La commune s'inscrit dans le milieu du « paysage du val d’Authie » tel que défini dans l’atlas des paysages de la région Nord-Pas-de-Calais, conçu par la direction régionale de l'Environnement, de l'Aménagement et du Logement (DREAL),.
Ce paysage, qui concerne 83 communes, se délimite : au sud, dans le département de la  Somme par le « paysage de l’Authie et du Ponthieu, dépendant de l’atlas des paysages de la Picardie et au nord et à l’est par les paysages du Montreuillois, du Ternois et les paysages des plateaux cambrésiens et artésiens. Le caractère frontalier de la vallée de l’Authie, aujourd’hui entre le Pas-de-Calais et la Somme, remonte au Moyen Âge où elle séparait le royaume de France du royaume d’Espagne, au nord.
Son coteau Nord est net et escarpé alors que le coteau Sud offre des pentes plus douces. À l’Ouest, le fleuve s’ouvre sur la baie d'Authie, typique de l’estuaire picard, et se jette dans la Manche. Avec son vaste estuaire et les paysages des bas-champs, la baie d’Authie contraste avec les paysages plus verdoyants en amont.
L’Authie, entaille profonde du plateau artésien, a créé des entités écopaysagères prononcées avec un plateau calcaire dont l’altitude varie de 100  à   163 m qui s’étend de chaque côté du fleuve. L’altitude du plateau décline depuis le pays de Doullens, à l'est (point culminant à 163 m), vers les bas-champs picards, à l'ouest (moins de 40 m). Le fond de la vallée de l’Authie, quant à lui, est recouvert d’alluvions et de tourbes. L’Authie est un fleuve côtier classé comme cours d'eau de première catégorie où le peuplement piscicole dominant est constitué de salmonidés. L’occupation des sols des paysages de la Vallée de l’Authie est composée pour 70 % en culture.

### Milieux naturels et biodiversité

#### Zones naturelles d'intérêt écologique, faunistique et floristique
L’inventaire des zones naturelles d'intérêt écologique, faunistique et floristique (ZNIEFF) a pour objectif de réaliser une couverture des zones les plus intéressantes sur le plan écologique, essentiellement dans la perspective d’améliorer la connaissance du patrimoine naturel national et de fournir aux différents décideurs un outil d’aide à la prise en compte de l’environnement dans l’aménagement du territoire.
Le territoire communal comprend une ZNIEFF de type 1 : la forêt de Labroye et les côtes de Biencourt. Cette ZNIEFF est située dans le complexe écologique de la moyenne vallée de l’Authie et de ses versants, la forêt de Labroye en occupant la partie centrale.
et une ZNIEFF de type 2 : la moyenne vallée de l’Authie et ses versants entre Beauvoir-Wavans et Raye-sur-Authie. Cette ZNIEFF de la moyenne vallée de l’Authie comprend une organisation paysagère régulière avec le fond de vallée humide, des versants calcaires, pentes boisées et hauteurs cultivées.

Carte des ZNIEFF de type 1 et 2 sur la commune
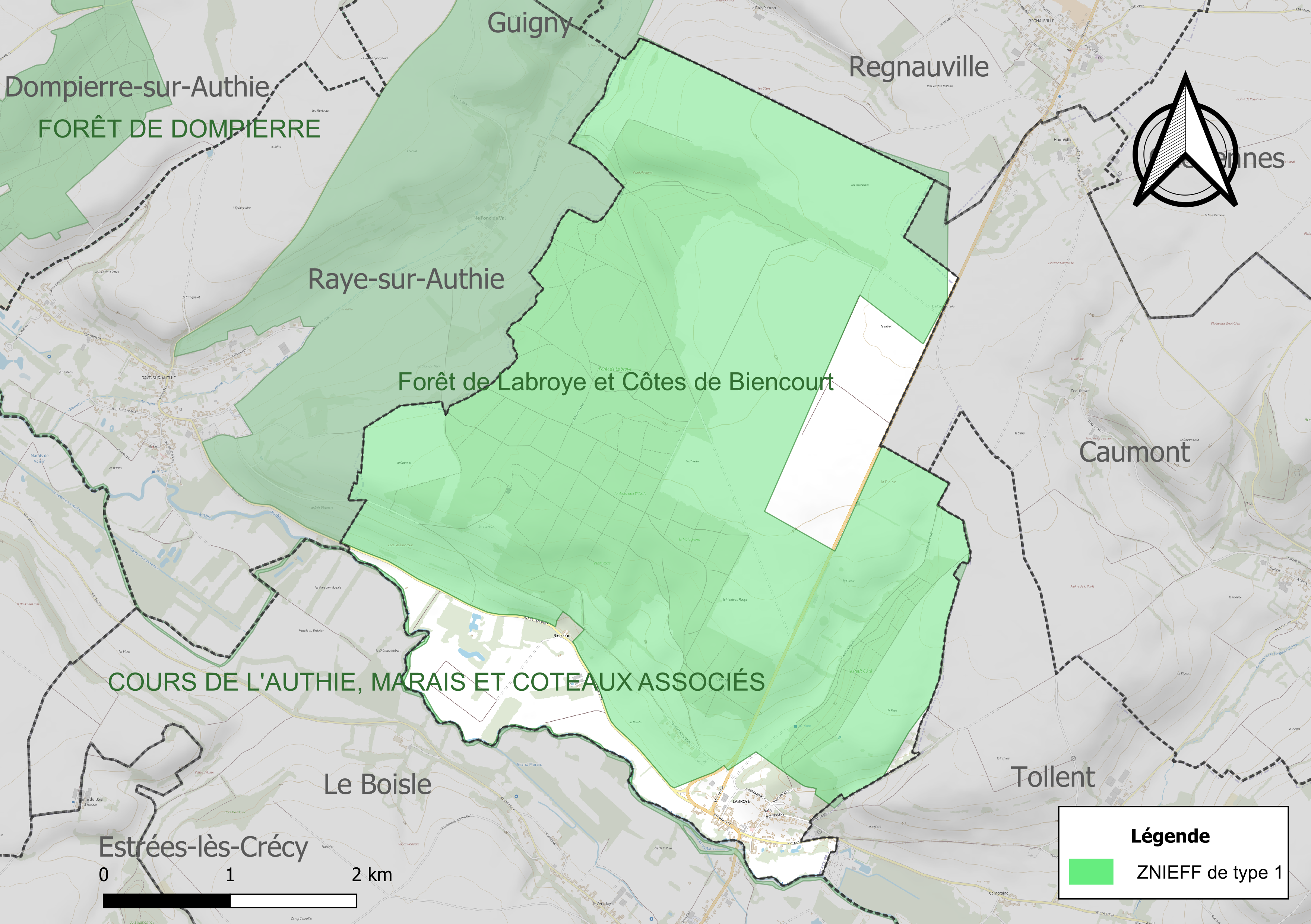
Carte de la ZNIEFF de type 1 sur la commune.
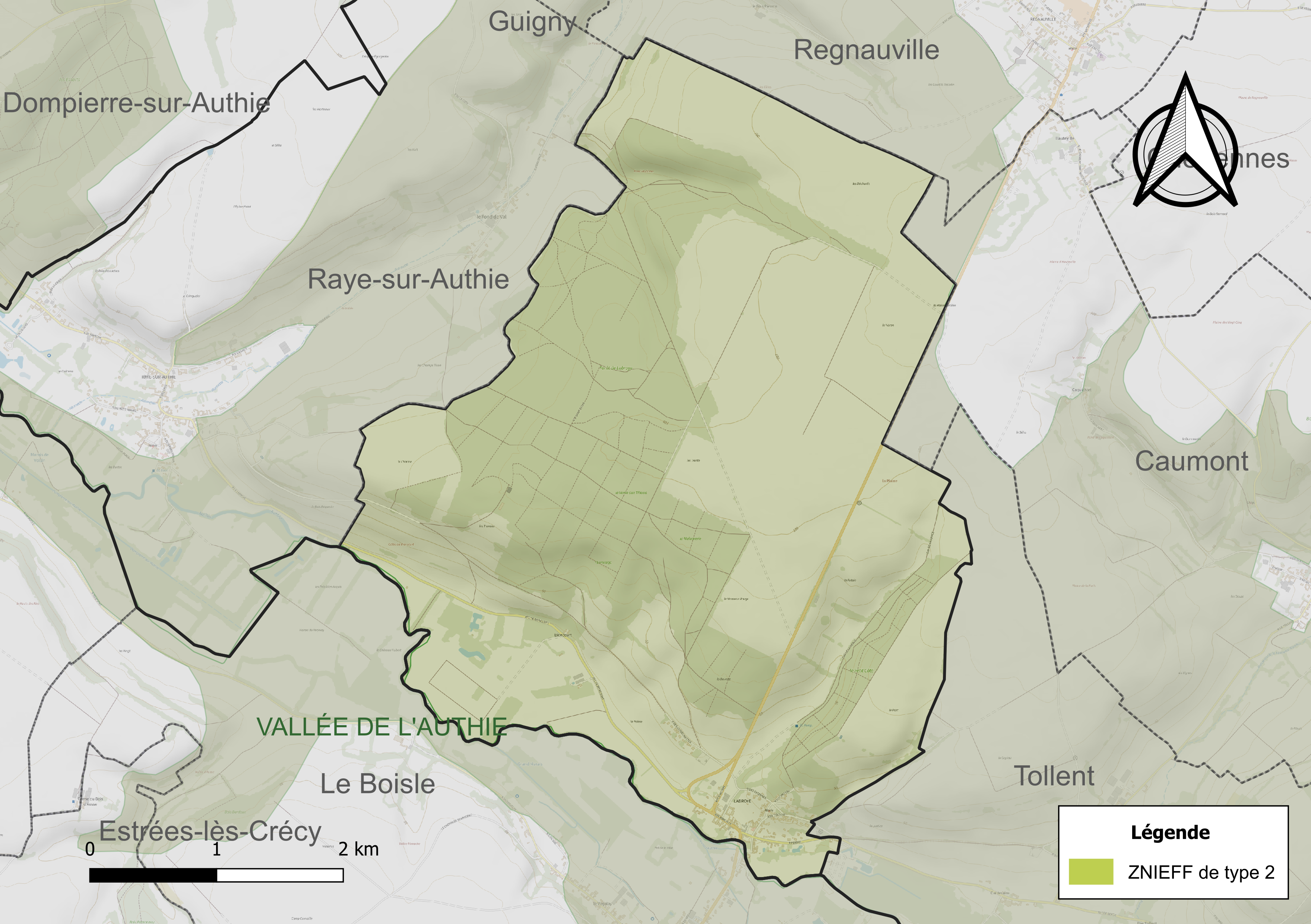
Carte de la ZNIEFF de type 2 sur la commune.

#### Site Natura 2000
Le réseau Natura 2000 est un réseau écologique européen de sites naturels d’intérêt écologique élaboré à partir des directives « habitats » et « oiseaux ». Ce réseau est constitué de zones spéciales de conservation (ZSC) et de zones de protection spéciale (ZPS). Dans les zones de ce réseau, les États membres s'engagent à maintenir dans un état de conservation favorable les types d'habitats et d'espèces concernés, par le biais de mesures réglementaires, administratives ou contractuelles.
Sur la commune, un site Natura 2000 de type B est défini en site d'importance communautaire (SIC) : les pelouses, bois, forêts neutrocalcicoles et système alluvial de la moyenne vallée de l'Authie, d’une superficie de 115 ha et d'une altitude variant de 17  à   138 m.

#### Espèces faunistiques et floristiques
L’Inventaire national du patrimoine naturel (INPN) recense plusieurs espèces faunistiques et floristiques sur le territoire de la commune dont certaines sont protégées et d’autres menacées et quasi-menacées.

## Urbanisme

### Typologie
Au 1er janvier 2024, Labroye est catégorisée commune rurale à habitat dispersé, selon la nouvelle grille communale de densité à sept niveaux définie par l'Insee en 2022.
Elle est située hors unité urbaine et hors attraction des villes,.

### Occupation des sols
L'occupation des sols de la commune, telle qu'elle ressort de la base de données européenne d’occupation biophysique des sols Corine Land Cover (CLC), est marquée par l'importance des territoires agricoles (62,9 % en 2018), une proportion identique à celle de 1990 (62,9 %). La répartition détaillée en 2018 est la suivante : 
terres arables (43,6 %), forêts (34,6 %), zones agricoles hétérogènes (11,4 %), prairies (7,9 %), zones urbanisées (2,6 %). L'évolution de l’occupation des sols de la commune et de ses infrastructures peut être observée sur les différentes représentations cartographiques du territoire : la carte de Cassini (XVIIIe siècle), la carte d'état-major (1820-1866) et les cartes ou photos aériennes de l'IGN pour la période actuelle (1950 à aujourd'hui).

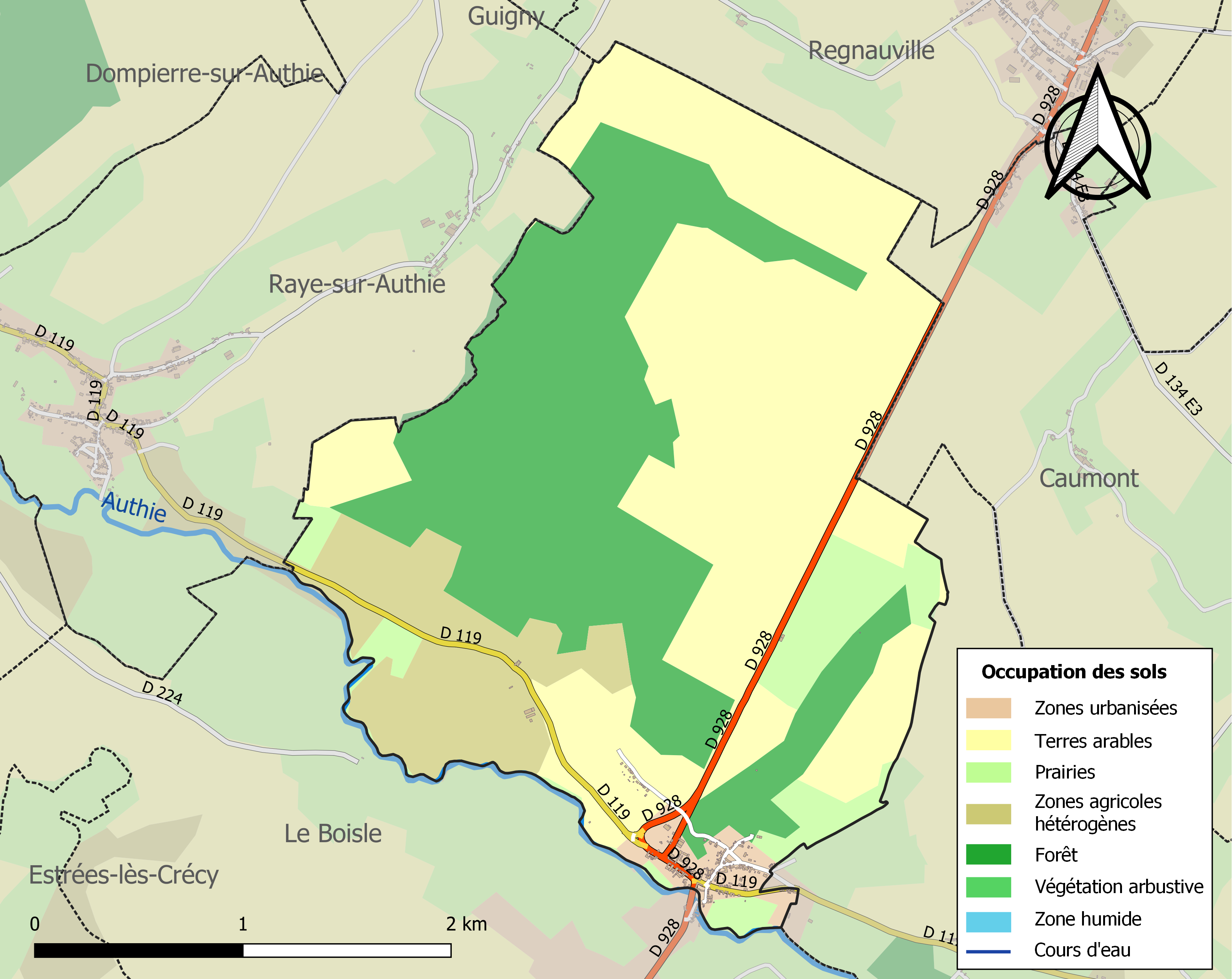
Carte des infrastructures et de l'occupation des sols de la commune en 2018 (CLC).

### Voies de communication et transports

#### Transports en commun
La localité est desservie par la ligne de bus no 16 (Hesdin - Abbeville) du réseau Trans'80, Hauts-de-France. La société Voyages Dumont effectue le service chaque jour sauf pendant les vacances scolaires, le dimanche et les jours fériés.

## Toponymie
Le nom de la localité est attesté sous les formes Arboreda (1114) ; Lalberiacum, Lalberia (fin XIe siècle) ; Arborea (1167) ; Arbroia (1226) ; Arberia (1256) ; L’Arbroie (1259) ; Larbraie (1282) ; Arbroya (XIIIe siècle) ; Abroya (XIIIe siècle) ; Larbroie (XIIIe siècle) ; Larbroye (1300) ; L’Abroie (1323) ; Labroie (1327) ; Arbroye (1774) ; La Broye (XVIIIe siècle).
Le français arbre en tant que tel n'est pas fréquent dans la toponymie. De la Langue d'oïl arbrée, arbroie « lieu planté d'arbres, verger ».

## Histoire
Le village a été occupé depuis les temps préhistoriques : des pierres taillées ont été retrouvées dans les labours, dans la vallée de l'Authie.
La seigneurie a été détenue par la famille d'Ailly, en commun avec la seigneurie du Boisle, commune voisine.
Pendant la Seconde Guerre mondiale, une rampe de lancement de V1 est installée par l'occupant allemand.

## Politique et administration

### Découpage territorial
La commune se trouve dans l'arrondissement de Montreuil du département du Pas-de-Calais.

#### Commune et intercommunalités
La commune est membre de la communauté de communes des 7 Vallées.

#### Circonscriptions administratives
La commune est rattachée au canton d'Auxi-le-Château.

#### Circonscriptions électorales
Pour l'élection des députés, la commune fait partie de la quatrième circonscription du Pas-de-Calais.

### Élections municipales et communautaires

#### Liste des maires
| Période                                  | Période                    | Identité        | Étiquette | Qualité                                                        |
| ---------------------------------------- | -------------------------- | --------------- | --------- | -------------------------------------------------------------- |
| Les données manquantes sont à compléter. |                            |                 |           |                                                                |
|                                          | 1971                       | Raoul Dubois    |           |                                                                |
| 1971                                     | 2014                       | Pierre Brussart |           | Agriculteur retraité                                           |
| 2014                                     | En cours (au 24 mars 2022) | Hubert Hecquet  |           | Cadre de la fonction publique, Réélu pour le mandat 2020-2026, |

## Équipements et services publics

### Enseignement
Jusqu'en 2019, un regroupement pédagogique intercommunal scolarise les élèves de la commune avec ceux du Boisle où vont les enfants relevant de l'enseignement maternel.
L'école ferme en juin 2019. Les élèves du village doivent rejoindre le regroupement pédagogique concentré qui vient d'être construit à Gueschart, sous la compétence de la communauté de communes du Ponthieu-Marquenterre.

## Population et société

### Démographie
Les habitants sont appelés les Arboredois.

#### Évolution démographique
L'évolution du nombre d'habitants est connue à travers les recensements de la population effectués dans la commune depuis 1793. Pour les communes de moins de 10 000 habitants, une enquête de recensement portant sur toute la population est réalisée tous les cinq ans, les populations de référence des années intermédiaires étant quant à elles estimées par interpolation ou extrapolation. Pour la commune, le premier recensement exhaustif entrant dans le cadre du nouveau dispositif a été réalisé en 2004.

En 2022, la commune comptait 143 habitants, en évolution de −15,88 % par rapport à 2016 (Pas-de-Calais : −0,72 %, France hors Mayotte : +2,11 %).
| 1793 | 1800 | 1806 | 1821 | 1831 | 1836 | 1841 | 1846 | 1851 |
| ---- | ---- | ---- | ---- | ---- | ---- | ---- | ---- | ---- |
| 341  | 199  | 363  | 329  | 375  | 361  | 347  | 335  | 354  |

| 1856 | 1861 | 1866 | 1872 | 1876 | 1881 | 1886 | 1891 | 1896 |
| ---- | ---- | ---- | ---- | ---- | ---- | ---- | ---- | ---- |
| 342  | 368  | 342  | 331  | 308  | 283  | 279  | 291  | 269  |

| 1901 | 1906 | 1911 | 1921 | 1926 | 1931 | 1936 | 1946 | 1954 |
| ---- | ---- | ---- | ---- | ---- | ---- | ---- | ---- | ---- |
| 268  | 260  | 297  | 247  | 237  | 215  | 187  | 199  | 200  |

| 1962 | 1968 | 1975 | 1982 | 1990 | 1999 | 2004 | 2006 | 2009 |
| ---- | ---- | ---- | ---- | ---- | ---- | ---- | ---- | ---- |
| 174  | 181  | 144  | 146  | 157  | 173  | 166  | 164  | 180  |

| 2014 | 2019 | 2022 | - | - | - | - | - | - |
| ---- | ---- | ---- | - | - | - | - | - | - |
| 163  | 154  | 143  | - | - | - | - | - | - |

#### Pyramide des âges
En 2018, le taux de personnes d'un âge inférieur à 30 ans s'élève à 29,2 %, soit en dessous de la moyenne départementale (36,7 %). À l'inverse, le taux de personnes d'âge supérieur à 60 ans est de 29,9 % la même année, alors qu'il est de 24,9 % au niveau départemental.
En 2018, la commune comptait 83 hommes pour 76 femmes, soit un taux de 52,20 % d'hommes, largement supérieur au taux départemental (48,50 %).
Les pyramides des âges de la commune et du département s'établissent comme suit.
| Hommes | Classe d’âge | Femmes |
| ------ | ------------ | ------ |
| 1,3    | 90 ou +      | 0,0    |
| 5,0    | 75-89 ans    | 9,5    |
| 23,7   | 60-74 ans    | 20,3   |
| 25,0   | 45-59 ans    | 24,3   |
| 10,0   | 30-44 ans    | 23,0   |
| 17,5   | 15-29 ans    | 10,8   |
| 17,5   | 0-14 ans     | 12,2   |

| Hommes | Classe d’âge | Femmes |
| ------ | ------------ | ------ |
| 0,5    | 90 ou +      | 1,6    |
| 5,6    | 75-89 ans    | 8,9    |
| 16,7   | 60-74 ans    | 18,1   |
| 20,2   | 45-59 ans    | 19,2   |
| 18,9   | 30-44 ans    | 18,1   |
| 18,2   | 15-29 ans    | 16,2   |
| 19,9   | 0-14 ans     | 17,9   |

## Économie
Un camping, un restaurant et quelques chambres d'hôtes permettent des activités touristiques de loisir chasse, pêche, promenades, ainsi que la possibilité de rayonner vers les autres villages de la région réunis en une communauté dite des Sept Vallées.

## Culture locale et patrimoine

### Lieux et monuments
- L'église romane massive dédiée à saint Martin, presque fortifiée, était accompagnée jadis d'un château fort, lequel donna asile à Philippe VI « l'infortuné roi de France » à la suite de la bataille de Crécy qui eut lieu quelques kilomètres plus au sud le 26 août 1346.
- Les maisons anciennes ont été restaurées dans le style local et servent de résidences.
- Le monument aux morts[44].

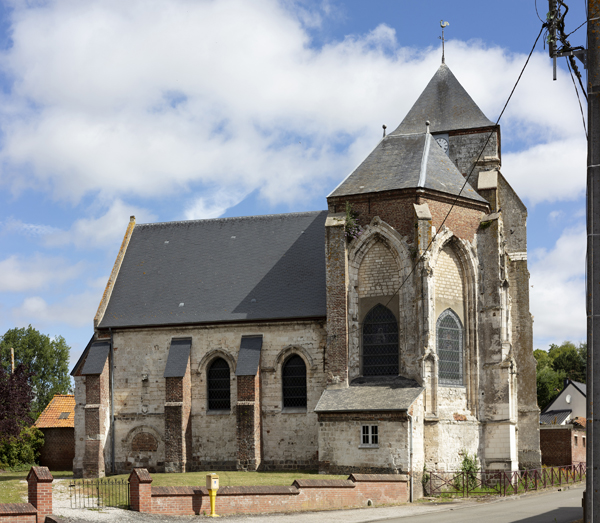
L'église Saint-Martin.
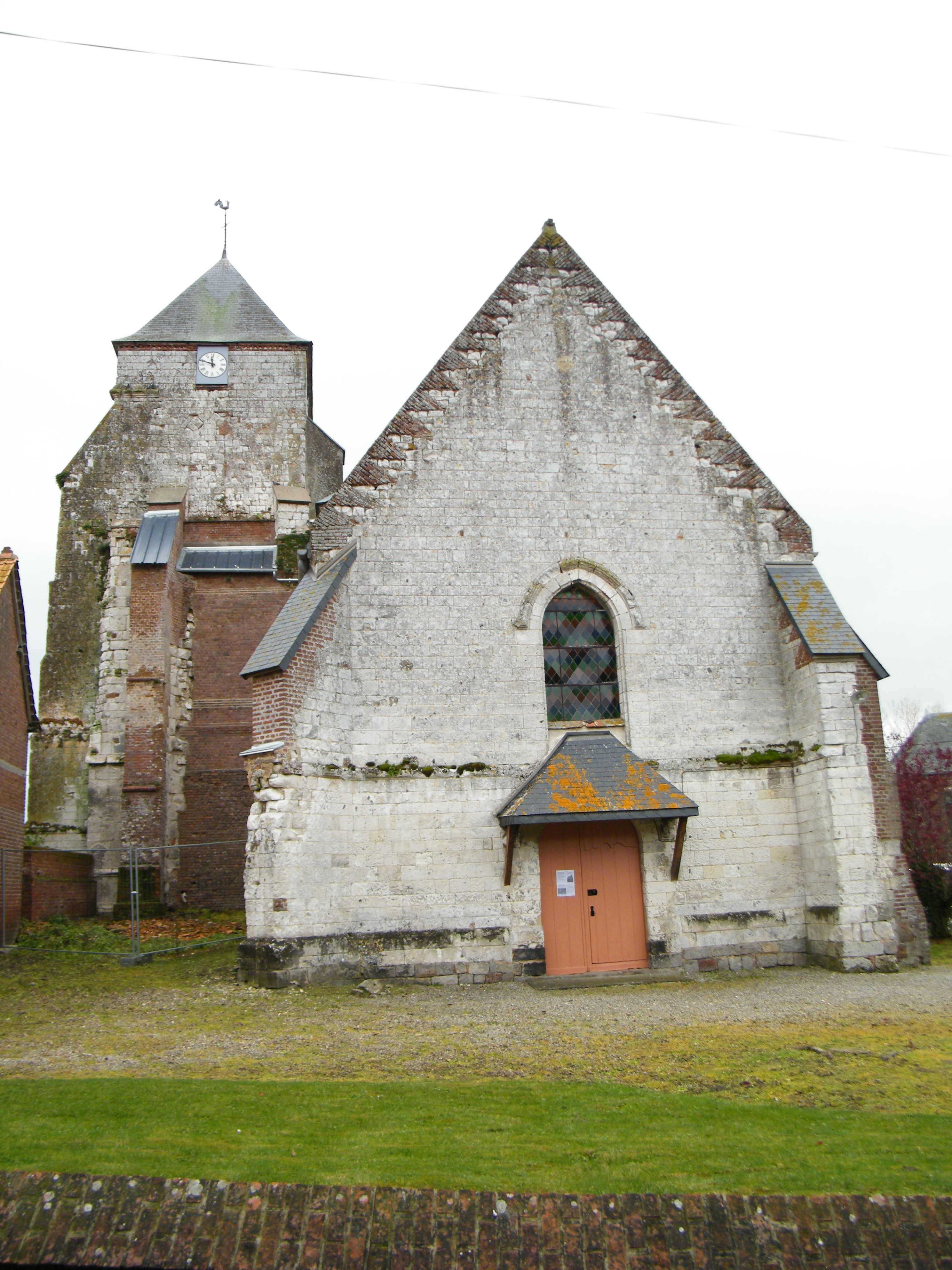
Une autre vue de l'église.
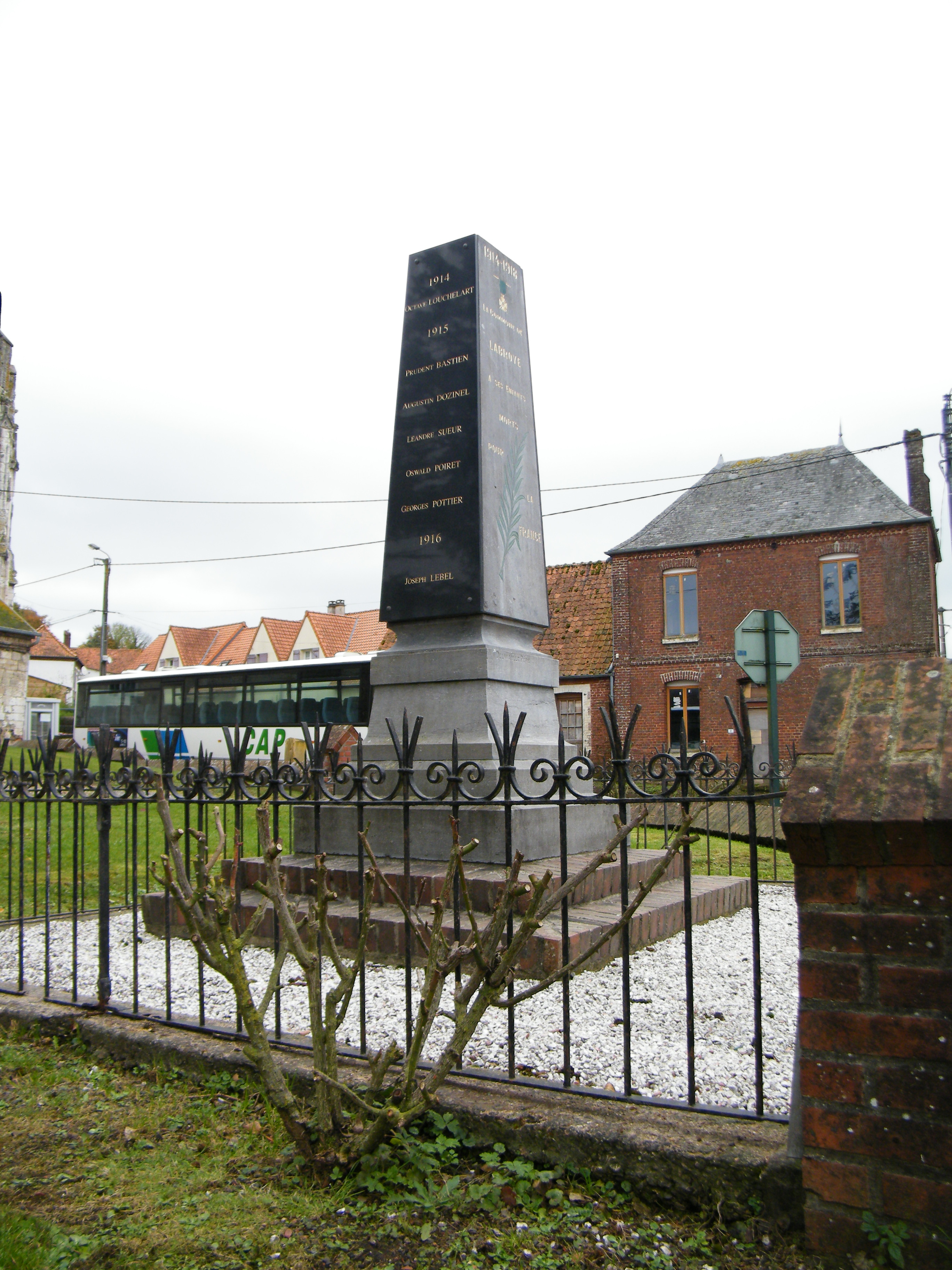
Le monument aux morts.

### Héraldique
| Blason de Labroye | Blason  | De gueules, au chef échiqueté d'azur et d'argent de deux tires. |
| Blason de Labroye | Détails | Le statut officiel du blason reste à déterminer.                |

## Pour approfondir

#### Bases de données, dictionnaires et encyclopédies
- Ressources relatives à la géographie :   - Insee (communes)
  - Ldh/EHESS/Cassini
- Ressource relative à plusieurs domaines :   - Annuaire du service public français
- Notices d'autorité :   - BnF (données)